# Skiff (automobile)
Ne doit pas être confondu avec Torpédo.
Pour les articles homonymes, voir Skiff (homonymie), Torpedo (homonymie) et Labourdette.
Un Skiff ou Torpedo-Skiff ou Skiff Labourdette est un type de carrosserie automobile Torpédo ou Roadster cabriolet, et une série de concept-cars créés par le carrossier designer automobile français Jean Henri-Labourdette (1888-1972) entre 1912 et les années 1920.

## Historique
En 1912, Jean Henri-Labourdette crée ce style de carrosserie caractérisé, entre autres, par une poupe de coque en forme de pointu, inspirée des premiers bateaux skiff, des bateaux runabout en bois, et des Woodies américains.

Quelques Skiff Labourdette
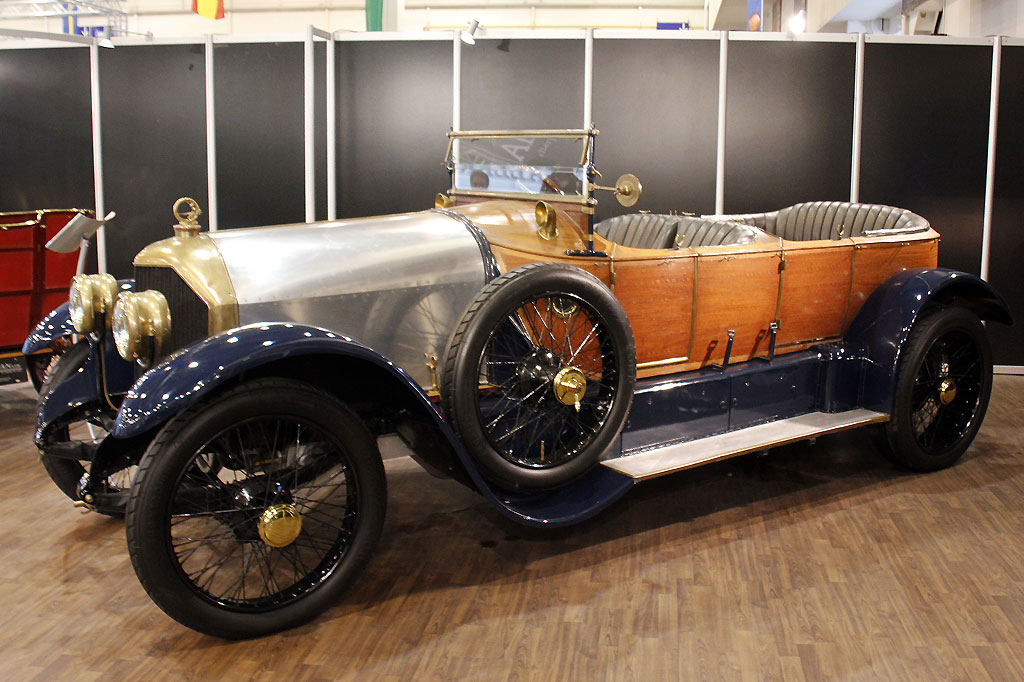
Gobron-Brillié Skiff by Rothschild 1912.
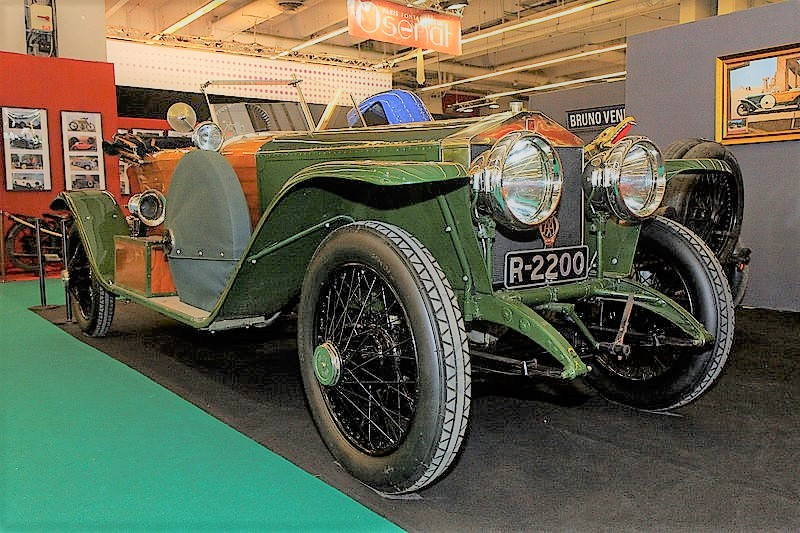
Rolls-Royce Silver Ghost Skiff 1914.
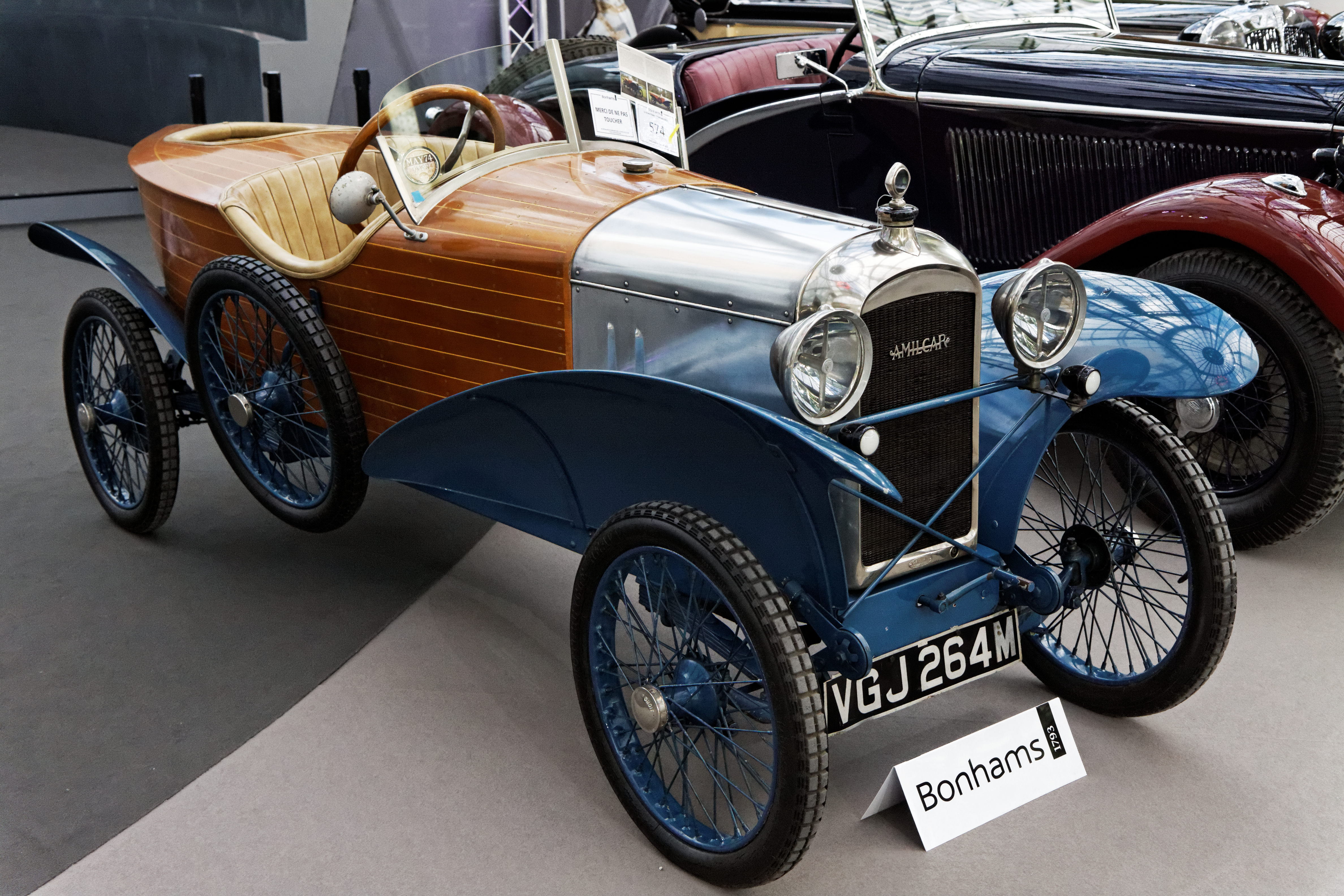
Amilcar C4 Skiff 1922 .

Durant sa carrière, Labourdette fabrique et commercialise avec succès une première Panhard & Levassor X19 Skiff en 1912, pour le pilote automobile René de Knyff, suivie d'une série de carrosseries personnalisées de ce style qui contribueront à sa notoriété internationale durant sa longue période d'activité jusqu'en 1939.

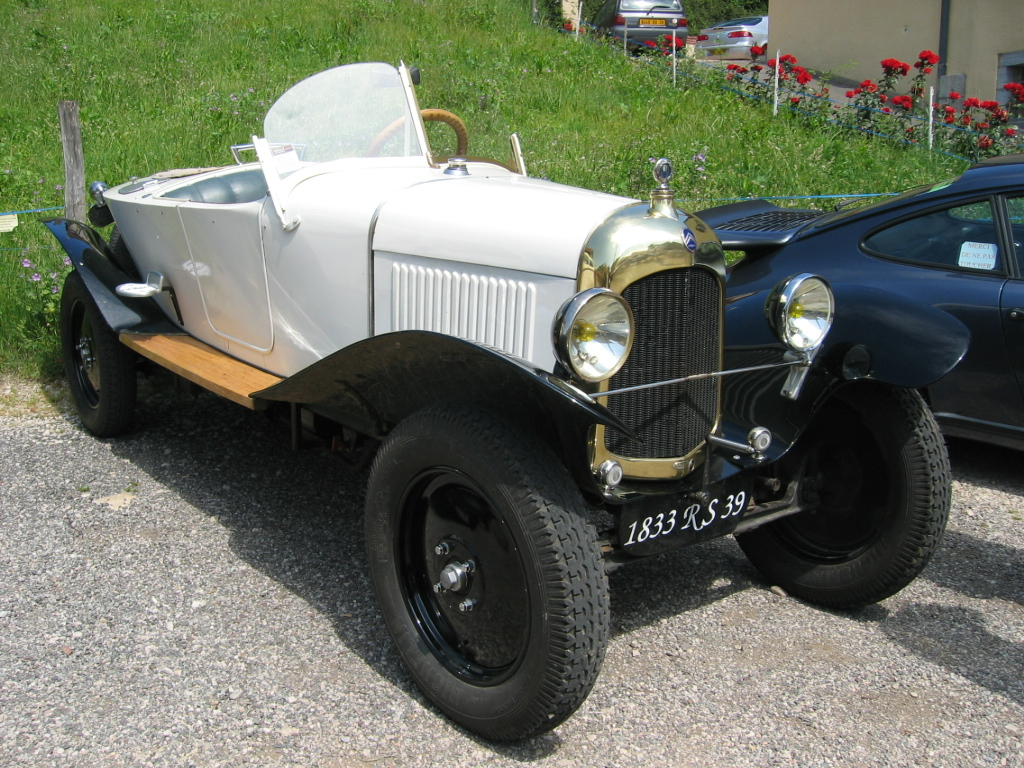
Citroën B2 Sport Caddy 1922.
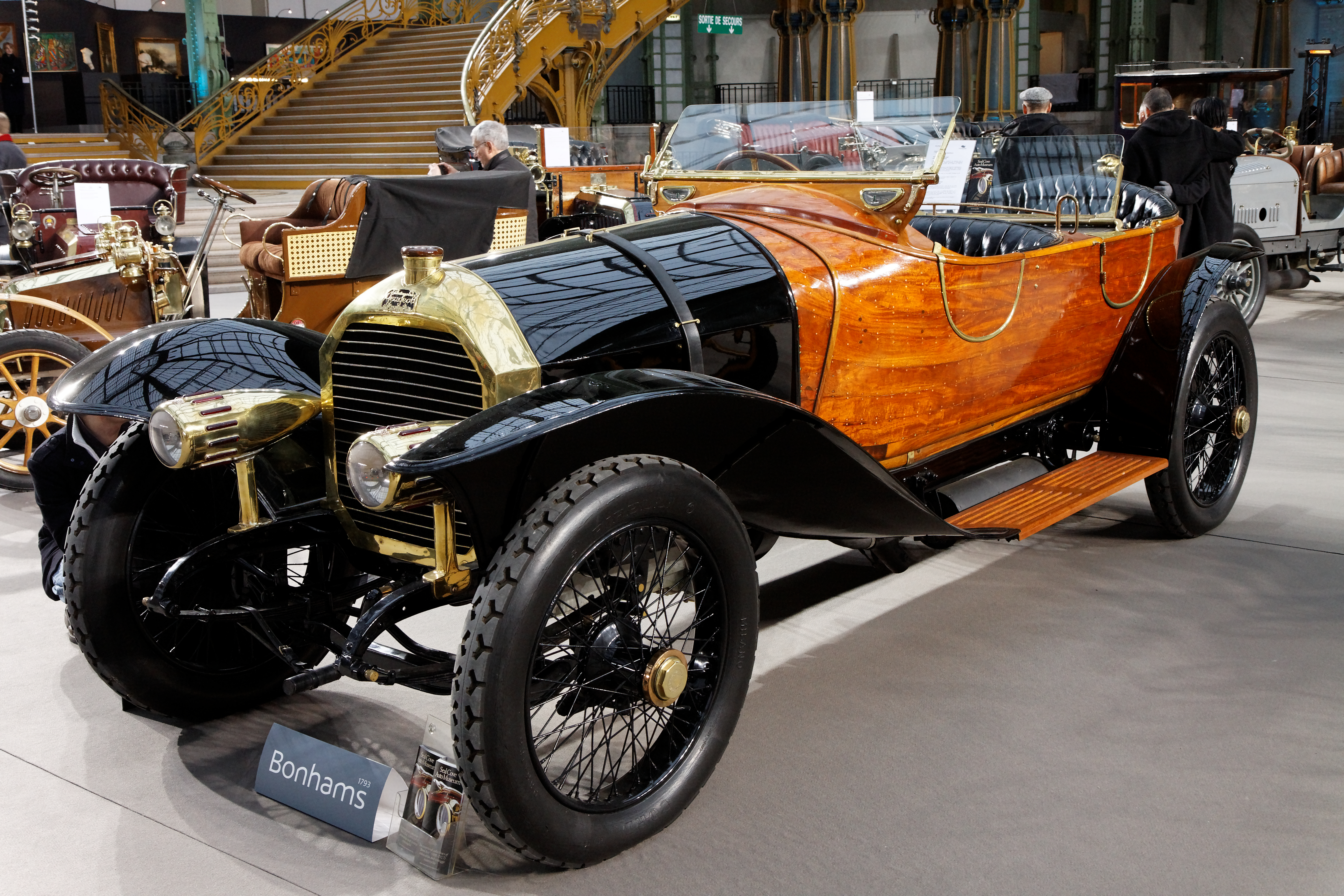
Peugeot Type 160 Skiff 1923.
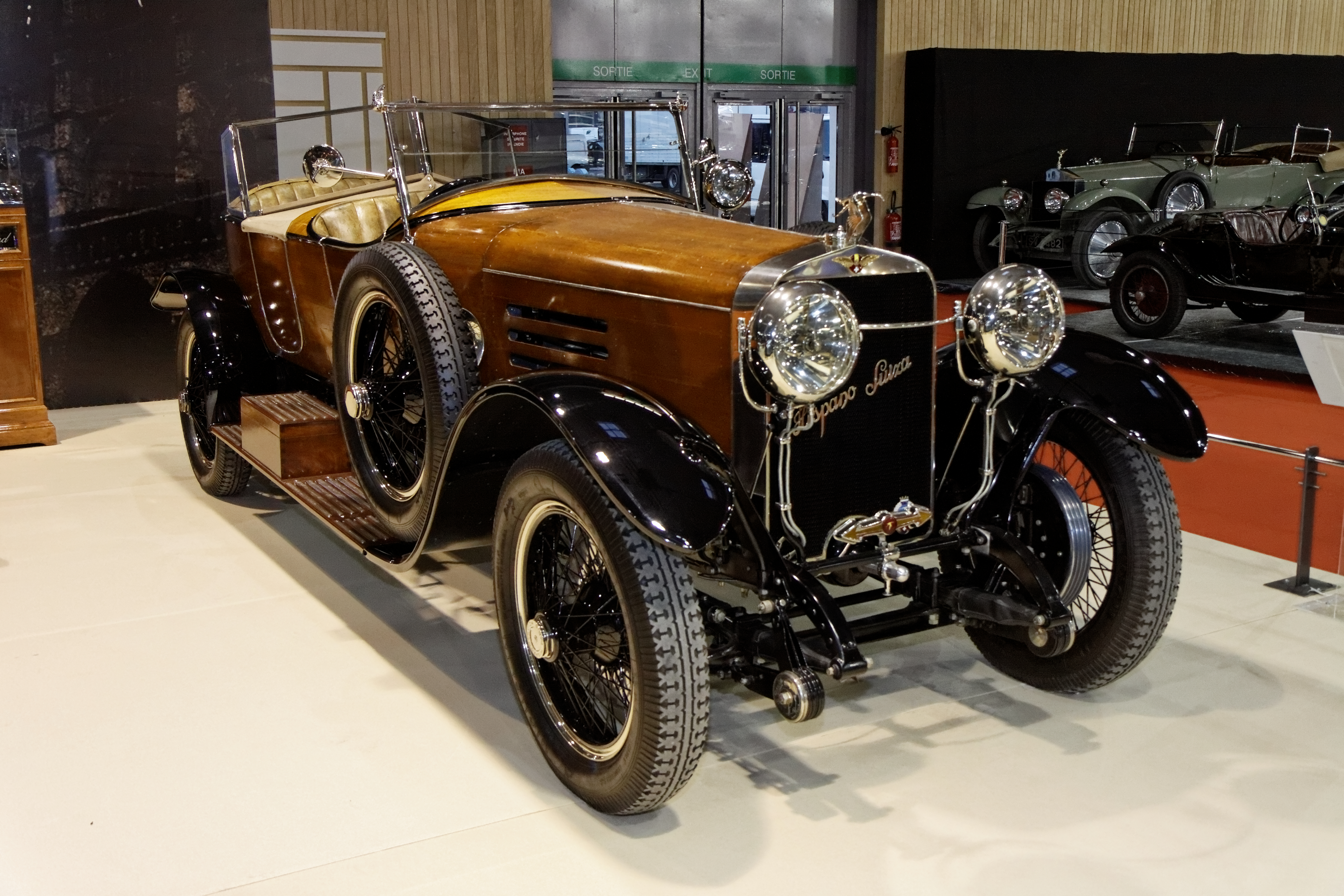
Hispano-Suiza H6 B Skiff 1923.
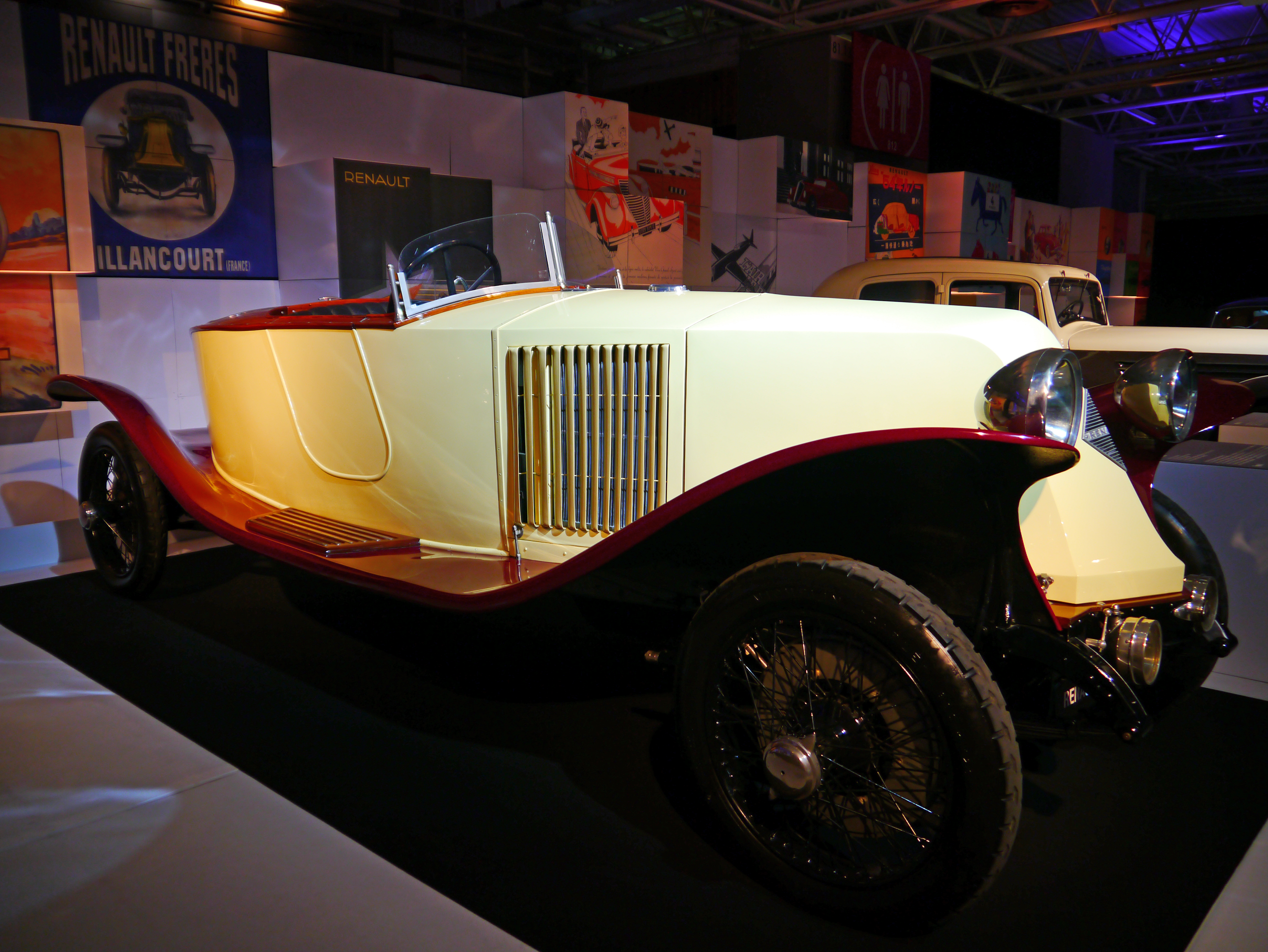
Renault 18CV JY Skiff 1923.
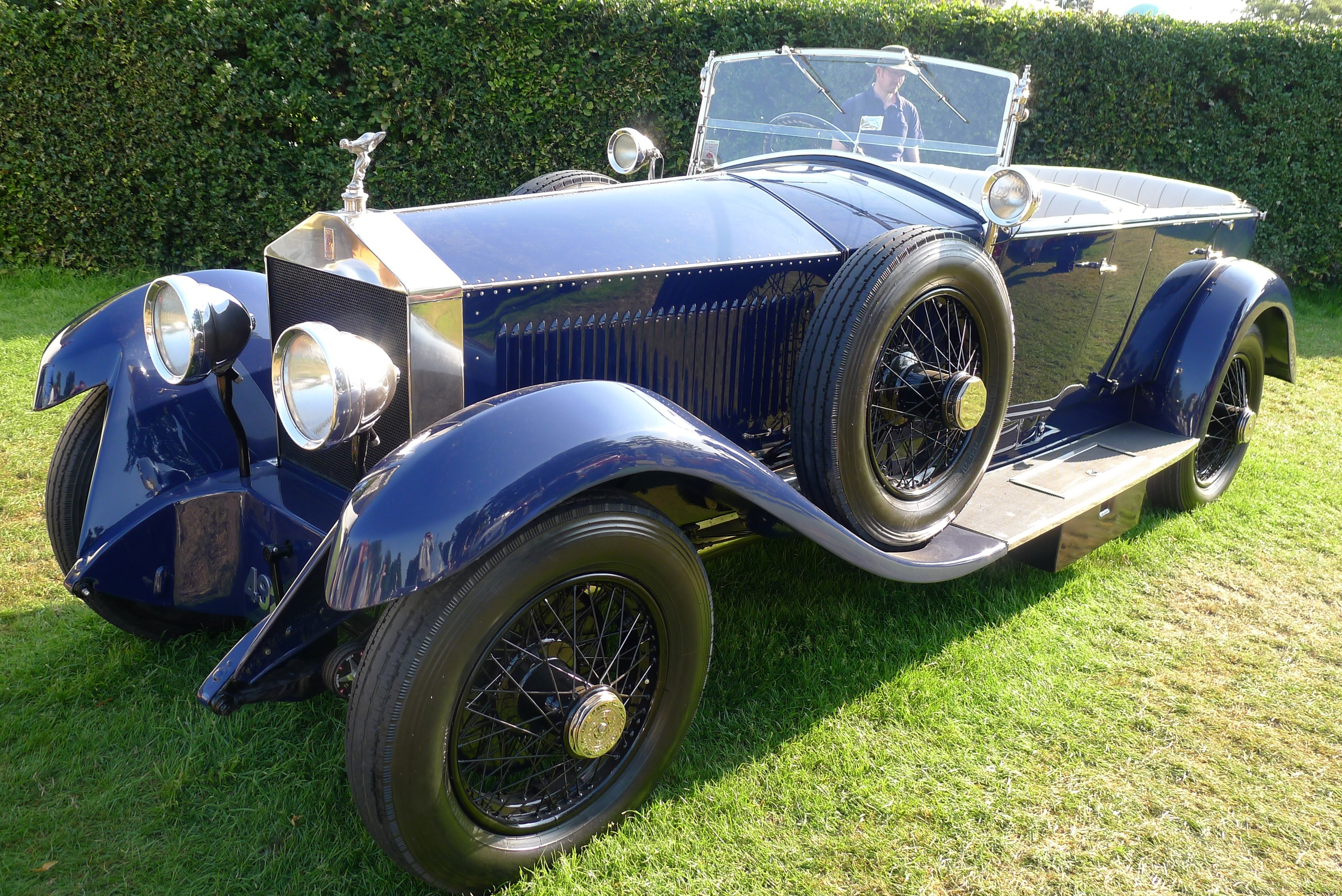
Rolls-Royce Silver Ghost Skiff 1924.

Ces modèles rares sont très prisés par les amateurs d'automobiles de collection, les concours d'élégance, et les musées automobile. Des constructeurs s'inspirent parfois de ce style pour créer des concept-cars de style Runabout / Skiff (comme par exemple les Peugeot 406 Concept Toscana de 1996, ou Peugeot 806 Runabout de 1997).